# Darja Varfolomeev
Darja Dmitrievna Varfolomeev (em russo: Да́рья Дми́триевна Варфоломе́ева; Barnaul, 4 de novembro de 2006) é uma ginasta rítmica alemã.

## Vida pessoal
Varfolomeev nasceu em Barnaul, filho de Dmitry e Tatiana. Seu avô é um alemão étnico. Ela começou a ginástica rítmica ainda jovem, graças à sua mãe, uma ex-ginasta rítmica. Ela se mudou da Rússia para a Alemanha em 2019 sem os pais, que a seguiriam três anos depois, para ser treinada pela medalhista de prata olímpica Yulia Raskina.
Devido à sua carga de treinamento antes das Olimpíadas de Verão de 2024, ela reduziu seus estudos e atrasou sua formatura do ensino médio.
Em 2021, Varfolomeev visitou a Crimeia ocupada pela Rússia e participou de competições lá. Em dezembro de 2023, ela publicou uma foto de sua casa com um mapa de madeira aparentemente comprado na Rússia e retratando territórios ucranianos anexados em 2022 pela Rússia. No dia seguinte após se tornar campeã olímpica, ela excluiu essas fotos de seu Instagram.

## Carreira

### Júnior
No primeiro Campeonato Mundial Júnior de ginástica rítmica em Moscou em 2019, ela ficou em 15º lugar no evento por equipes com Margarita Kolosov. Ela também ficou em 15º lugar nas qualificações para os clubes, que foi o único aparelho com o qual ela competiu.

### Sênior
Ela estreou na categoria sênior em 2022, na Copa do Mundo de Tashkent, onde ganhou a medalha de bronze no geral. Ela levou outra medalha de bronze na final do arco, bem como duas medalhas de prata nas finais de bola e fita, e ficou em 4º lugar com os tacos. De 20 a 22 de maio, ela competiu na World Challenge Cup Pamplona, onde ficou em 4º lugar no geral. Ela também ganhou duas medalhas de ouro nas finais de bola e fita e ficou em 4º lugar na final de tacos. Varfolomeev continuou colecionando medalhas na World Challenge Cup Portimão, onde ganhou prata no geral atrás da israelense Adi Asya Katz. Ela levou mais três medalhas nas finais de aparelhos – duas de ouro com bola e tacos e uma de prata com arco.
No Campeonato Mundial de 2023, Varfolomeev ganhou todas as medalhas de ouro disponíveis no geral e nas quatro finais de aparelhos, tornando-a a única ginasta rítmica a fazê-lo depois de Evgeniya Kanaeva. Foi o primeiro título mundial geral para uma ginasta rítmica alemã em quase 50 anos, depois que Carmen Rischer venceu o Campeonato Mundial de 1975.
Nos Jogos Olímpicos de Verão de 2024, em Paris, classificou-se para a final em segundo lugar após largar seu arco. Na final, ela foi a única competidora com várias pontuações acima de 36, e venceu a competição, tornando-se a primeira ginasta rítmica alemã a ganhar uma medalha de ouro olímpica e a primeira medalha de ginástica rítmica para a Alemanha desde que Regina Weber ganhou um bronze nas Olimpíadas de Verão de 1984. Ela disse sobre seu resultado: "É difícil dizer algo agora. Estou muito feliz e ainda não estou realmente acreditando."